# Peruaanse zaagvink
De Peruaanse zaagvink (Phytotoma raimondii) is een zangvogel uit de familie Cotingidae (cotinga's). De vogel werd in 1883 beschreven door Wladyslaw Taczanowski, afgebeeld door Joseph Smit en genoemd naar de Italiaanse natuuronderzoeker Antonio Raimondi. Het is een bedreigde, endemische vogelsoort in Peru.

## Kenmerken
De vogel is 18,5 cm lang. Het is een opvallende soort vink, met een dikke snavel. Het mannetje is van boven grijs met streepjes op de kruin en de rug. De vleugels zijn iets donkerder met een brede, lichte vleugelstreep. Het uiteinde van de staart is wit. Het mannetje heeft een kaneelkleurige tot oranje band over de verder lichtgrijze borst. Het vrouwtje is geheel okerkleurig bruin met zwarte streping. De onderzijde is lichter met zwarte streepjes en de vleugels zijn weer donkerder grijsbruin.

## Verspreiding en leefgebied
In de negentiende en het begin van de twintigste eeuw kwam de vogel voor in het hele noordwesten van Peru van Tumbes tot aan Lima. Zo waren er 53 locaties bekend uit die periode. Na 1990 zijn hiervan nog maar 34 locaties waar de vink is waargenomen. Het meest wordt de vogel nog gezien in de regio's  Piura, Lambayeque en  La Libertad. Het leefgebied bestaat uit laag geboomte en struikgewas in woestijnachtig terrein tot op 550 m boven zeeniveau, waarin de vogel veelal foerageert op de bladeren en vruchten van planten en struiken uit het geslacht Prosopis.

## Status
De Peruaanse zaagvink heeft een beperkt verspreidingsgebied en daardoor is de kans op uitsterven aanwezig. De grootte van de populatie werd in 2020 door BirdLife International geschat op 2200-10.000 volwassen individuen en de populatie-aantallen nemen af door habitatverlies. Het leefgebied wordt aangetast door ontbossing waarbij natuurlijk bos wordt omgezet in gebied voor agrarisch gebruik zoals de teelt van suiker en rijst. Om deze redenen staat deze soort als kwetsbaar op de Rode Lijst van de IUCN.